# Tugimaantee 20
De Tugimaantee 20 is een secundaire weg in Estland. De weg loopt van Põdruse via Kunda naar Pada en is 28,3 kilometer lang. 